# Genicanthus caudovittatus
Genicanthus caudovittatus е вид бодлоперка от семейство Pomacanthidae. Видът не е застрашен от изчезване.

## Разпространение и местообитание
Разпространен е в Джибути, Египет, Еритрея, Йемен, Израел, Индонезия, Йордания, Кения, Коморски острови, Мавриций, Мадагаскар, Майот, Малдиви, Мозамбик, Реюнион, Саудитска Арабия, Сомалия, Судан, Танзания, Шри Ланка и Южна Африка.
Обитава крайбрежията на океани, морета и рифове в райони с тропически климат. Среща се на дълбочина от 2 до 33 m, при температура на водата около 28,8 °C и соленост 34,6 ‰.

## Описание
На дължина достигат до 20 cm.
Популацията на вида е стабилна.